# Parábola del trigo y la cizaña

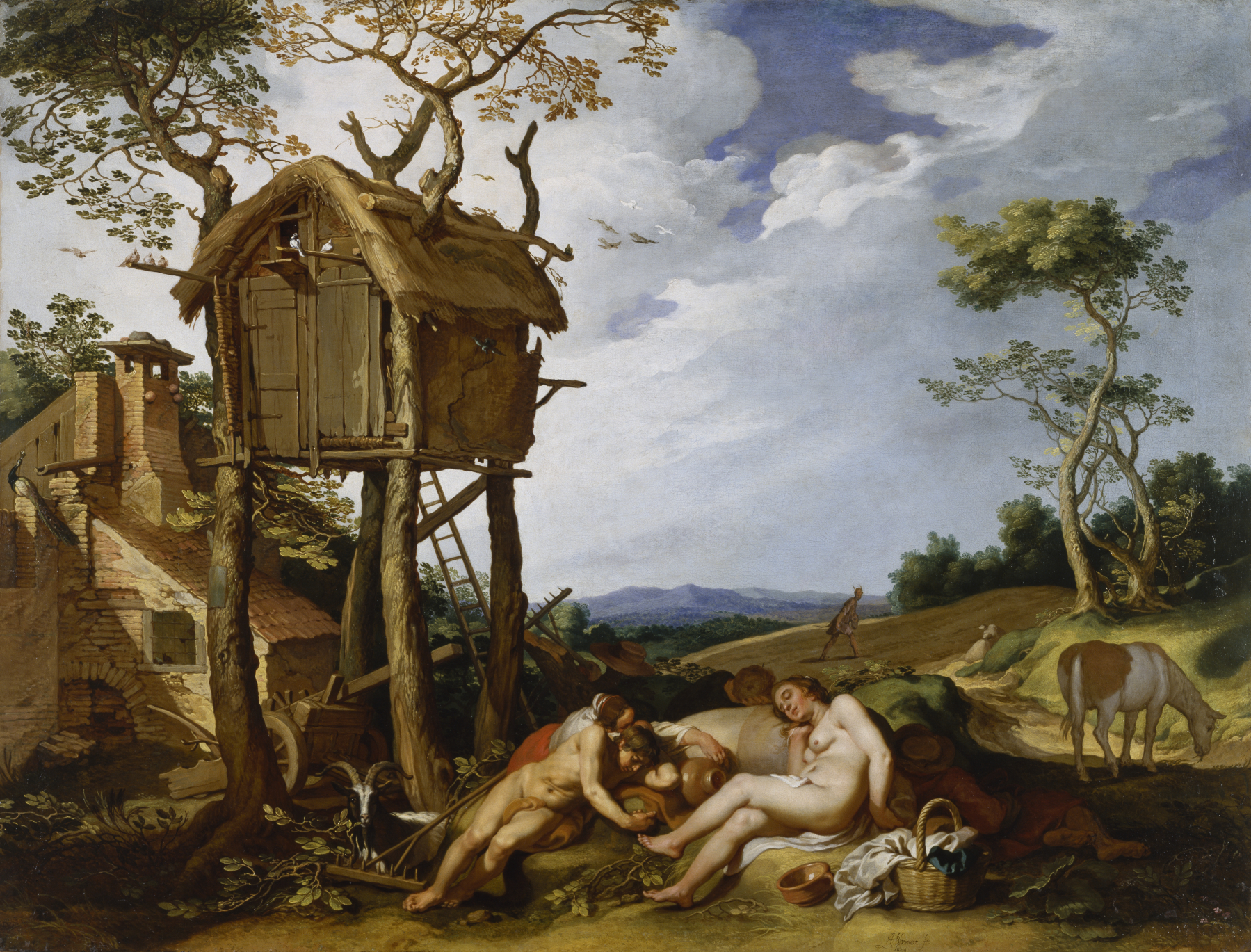
Parábola del trigo y la cizaña, de Abraham Bloemaert.

La parábola del trigo y la cizaña, también conocida como parábola de la cizaña o parábola de la mala hierba, es una de las parábolas de Jesús de Nazaret, recogida en el Evangelio de Mateo (13, 24-30) y también en el evangelio apócrifo de Tomás (dicho 57). Es la decimosegunda parábola narrada en el Nuevo Testamento, y en el Evangelio de Mateo se halla después de la parábola del sembrador y justo antes de la parábola de la semilla de mostaza.

## Narración

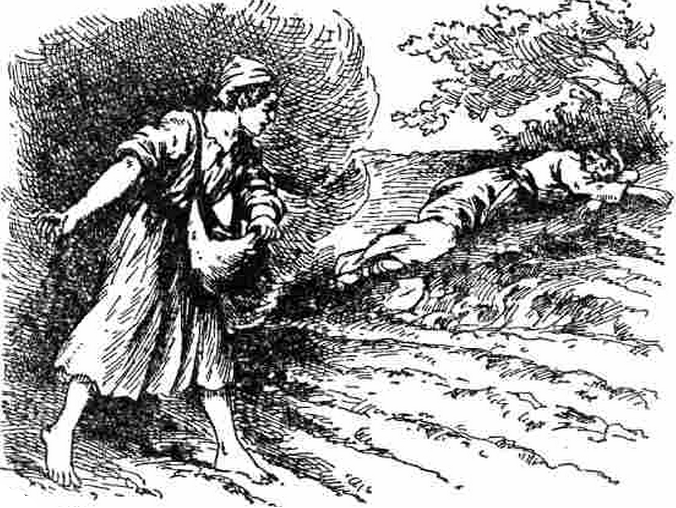
"Pero, mientras su gente dormía, vino su enemigo, sembró encima cizaña entre el trigo, y se fue."

El texto de la parábola es el siguiente:

Otra parábola les propuso, diciendo: «El Reino de los Cielos es semejante a un hombre que sembró buena semilla en su campo. Pero, mientras su gente dormía, vino su enemigo, sembró encima cizaña entre el trigo, y se fue. Cuando brotó la hierba y produjo fruto, apareció entonces también la cizaña. Los siervos del amo se acercaron a decirle: "Señor, ¿no sembraste semilla buena en tu campo? ¿Cómo es que tiene cizaña?" El les contestó: "Algún enemigo ha hecho esto." Dícenle los siervos: "¿Quieres, pues, que vayamos a recogerla?" Díceles: "No, no sea que, al recoger la cizaña, arranquéis a la vez el trigo. Dejad que ambos crezcan juntos hasta la siega. Y al tiempo de la siega, diré a los segadores: Recoged primero la cizaña y atadla en gavillas para quemarla, y el trigo recogedlo en mi granero.».
Mateo 13, 24-30 (Biblia de Jerusalén 2009).

La versión de esta parábola según el extracanónico Evangelio de Tomás es la siguiente:

Dijo Jesús: "El Reino del Padre se parece a un hombre que tenía una buena semilla. Vino de noche su enemigo y sembró cizaña entre la buena semilla. Este hombre no consintió que ellos, los jornaleros, arrancasen la cizaña, sino que les dijo: No sea que vayáis a escardar la cizaña y con ella arranquéis el trigo; ya aparecerán las matas de cizaña el día de la siega, entonces se las arrancará y se las quemará".
Tomás 57.

## Interpretación teológica

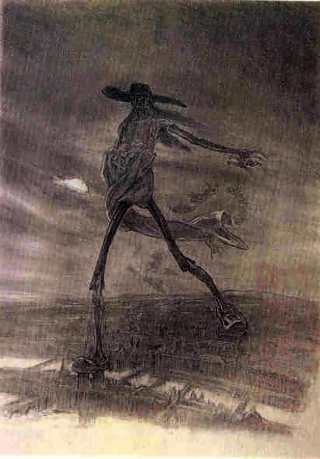
Satán esparciendo semillas, de Felicien Rops.

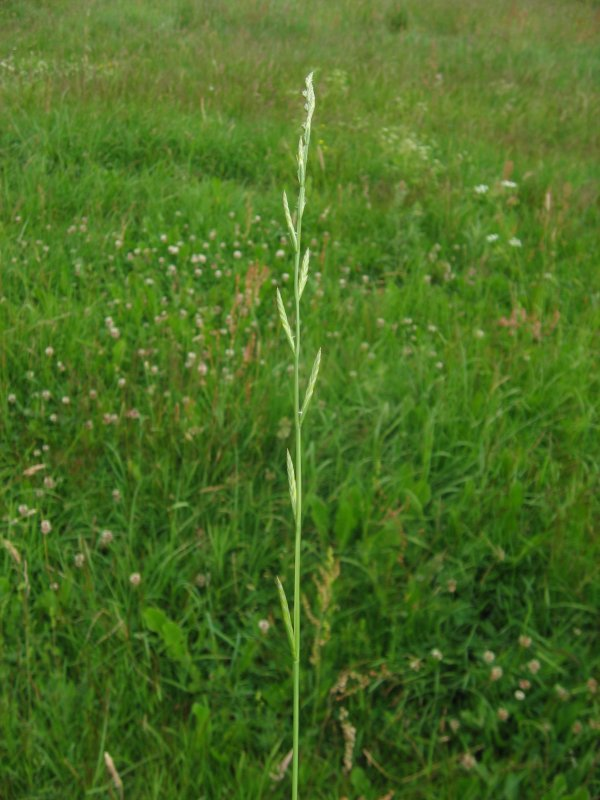
Lolium multiflorum o cizaña

La explicación de esta parábola la da también Jesús, según aparece en la Biblia cristiana:

Respondiendo Él, les dijo: El que siembra la buena semilla es el Hijo del Hombre. El campo es el mundo; la buena semilla son los hijos del reino, y la cizaña son los hijos del malo. El enemigo que la sembró es el diablo; la siega es el fin del siglo; y los segadores son los ángeles. De manera que como se arranca la cizaña, y se quema en el fuego, así será en el fin de este siglo. Enviará el Hijo del Hombre a sus ángeles, y recogerán de su reino a todos los que sirven de tropiezo, y a los que hacen iniquidad, y los echarán en el horno de fuego; allí será el lloro y el crujir de dientes. Entonces los justos resplandecerán como el sol en el reino de su Padre. El que tiene oídos para oír, oiga».
Mateo 13, 37-43 (Reina-Valera1960).

La cizaña es bien parecida al trigo durante las primeras fases de crecimiento. También, el Derecho Romano de entonces prohibía sembrar cizaña entre el trigo de alguna persona, lo cual sugiere que la historia es realista.
San Teofilacto de Ohrid  hablando de la parábola, da a las imágenes que se dan en ella significados más específicos y ampliados:

El que sembró es Cristo; buena semilla - buenas personas o pensamientos; cizaña — herejías y malos pensamientos; el que los sembró, el diablo. Las personas dormidas son aquellas que, por pereza, dejan lugar a los herejes y los malos pensamientos. Los esclavos son ángeles que están indignados por la existencia de herejías y corrupción en el alma, y quieren quemar y expulsar de esta vida tanto a los herejes como a los que piensan mal.

¿Por qué el amo de casa no destruyó las malas hierbas?   
Monseñor Alexander (Mileant) contesta:

Por lo tanto, como se dice en la parábola, para que "arrancando la cizaña, no dañe el trigo", es decir, para que, al castigar a los pecadores, no perjudique simultáneamente a los hijos del Reino, a los buenos miembros del Iglesia. En esta vida, las relaciones entre las personas están tan estrechamente entrelazadas como las raíces de las plantas que crecen juntas en un campo. Las personas están conectadas entre sí por muchos lazos familiares y sociales y dependen unas de otras. Así, por ejemplo, un padre indigno, un borracho o un libertino, puede criar cuidadosamente a sus piadosos hijos; el bienestar de los trabajadores honestos puede estar en manos de un amo egoísta y rudo; un gobernante incrédulo puede ser un legislador sabio y útil para los ciudadanos. Si el Señor castigara indiscriminadamente a todos los pecadores, entonces toda la estructura de la vida en la tierra se rompería y la gente buena, pero a veces no adaptada a la vida, inevitablemente sufriría. Además, a menudo sucede que que un miembro pecador de la Iglesia de repente, después de alguna conmoción o evento vital, es corregido y, así, de "cizaña" se convierte en "trigo". La historia conoce muchos de estos casos de cambio radical en la forma de vida, por ejemplo: el rey Manasés del Antiguo Testamento, el apóstol Pablo, el príncipe Vladimir, igual a los apóstoles, y muchos otros. Debemos recordar que en esta vida nadie está condenado a la perdición, todos tienen la oportunidad de arrepentirse y salvar su alma. Solo cuando la vida de una persona expira, llega el día de la “cosecha” para él y se resume su pasado. Igual a los apóstoles, el príncipe Vladimir y muchos otros. Debemos recordar que en esta vida nadie está condenado a la perdición, todos tienen la oportunidad de arrepentirse y salvar su alma. Solo cuando la vida de una persona expira, llega el día de la “cosecha” para él y se resume su pasado.

### Misterio de la permisión del mal
El final de parábola explica de manera figurada la misteriosa permisión del mal por parte de Dios y su extirpación definitiva. La primera parte, la permisión del mal, se da actualmente en la tierra y se dará hasta el final de los tiempos. Por esta razón, no debe escandalizar la existencia del mal  en el mundo. La segunda parte no se dará en esta tierra sino que tendrá lugar después de la muerte por medio del juicio, cuyo símbolo es la siega; unos irán al cielo y otros al infierno.

### Tolerancia
Esta parábola ha sido mencionada como ejemplo de la tolerancia que hay que tener sobre todo a personas con una religión distinta a la propia.
En su Carta al obispo Roger de Chalons, el obispo Wazo se basó en la parábola para argumentar que "la iglesia debe dejar que la disidencia crezca con la ortodoxia hasta que venga el Señor para separarlos y juzgarlos."
Martín Lutero predicó un sermón en el que dijo que solo Dios puede separar a los falsos creyentes de los verdaderos y señaló que matar herejes o no creyentes es acabar con su oportunidad de ser salvados:
 [...] Deseamos forzar a otros a creer; a los turcos con la espadas, a los herejes con el fuego, a los judíos con la muerte, y así desenraizar la cizaña por nuestro propio poder, como si fuéramos nosotros los que pudiéramos reinar sobre los corazones y los espíritus, y volverlos piadosos y rectos, lo cual sólo la palabra de Dios debe hacer. Pero matando, separamos a las personas del mundo, por lo que es imposible eso que pueda funcionar sobre ellos y traemos así, con un golpe, un doble asesinato sobre nosotros mismos, pues recae sobre nuestro poder, podemos decir, en que matamos el cuerpo de por vida y el alma por la eternidad, y luego decimos que hicimos un servicio a Dios mediante nuestras acciones, y deseamos ameritar algo especial en el cielo.

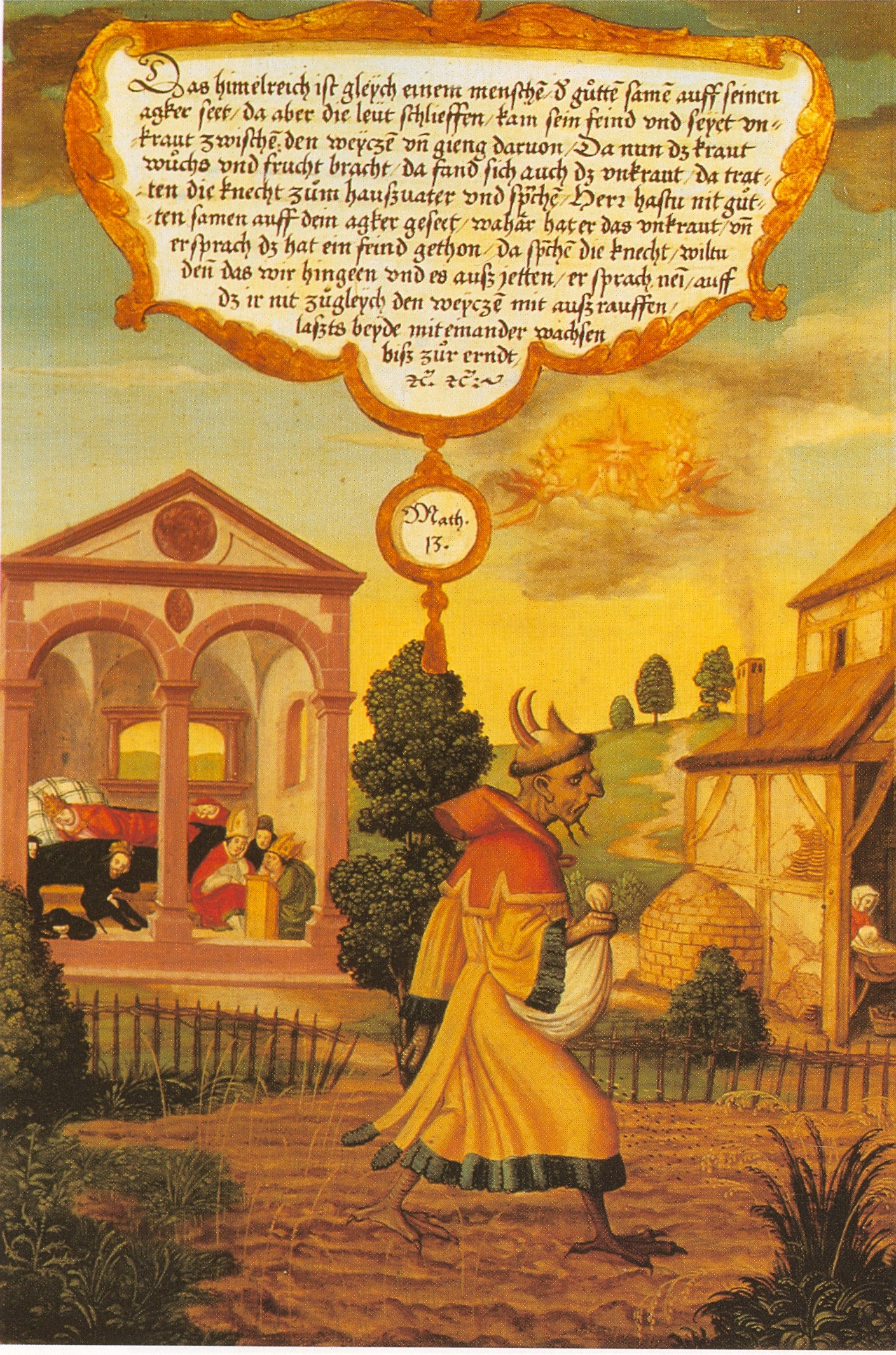
El enemigo sembrando cizaña (1540), Heinrich Füllmaurer, pieza de un altar en Montbéliard.

Lutero concluye diciendo que "aunque la cizaña estorba al trigo, también lo hace más hermoso de contemplar".
Roger Williams, un teólogo bautista y fundador de Rhode Island, usaba esta parábola para apoyar la tolerancia del gobierno hacia toda la "cizaña" (herejes) en el mundo, ya que la persecución civil daña frecuentemente también al "trigo" (los creyentes). Williams creía que es deber de Dios el juzgarnos al final, no del hombre. Esta parábola se prestó también para apoyar posteriormente la filosofía de Williams de separar la iglesia y el Estado, como describió en su libro The Bloody Tenent of Persecution (1644).
En su tratado Areopagítica (1644), John Milton se refirió a esta parábola y a la parábola de la red barredera (ambas propias del Evangelio de Mateo y del extracanónico Evangelio de Tomás) exigiendo libertad de expresión y condenando el intento del Parlamento de solo permitir la imprenta mediante una licencia:
"No es posible separar el trigo de la cizaña, el buen pez del alevín; ese debe ser el ministerio de los ángeles al final de las cosas mortales".